# Лорд Бакетхэд
Лорд Бакетхэд (англ. Lord Buckethead, букв. «Лорд Ведроголовый») — британский сатирический политический кандидат. Кандидат с этим именем участвовал уже в трёх британских всеобщих выборах, баллотируясь против лидеров Консервативной партии и премьер-министров. Представляя Гремлоидов, фривольную политическую партию, он баллотировался против Маргарет Тэтчер в выборах в парламент в  Финчли в 1987 году, против Джона Мейджора в Хантингдоне в 1992 году и против Терезы Мэй в Мейденхеде в 2017 году.

## Происхождение образа
Лорд Бакетхэд утверждает, что является межгалактическим космическим повелителем. Его имя и костюм заимствованы из культовой научно-фантастической комедии 1984 года «Сверхрпространство» (также известной как «Гремлоиды», откуда и название партии Лорда Бакетхэда), созданной писателем и режиссером Тоддом Дархэмом. Она пародировала фильмы наподобие «Звёздных войн», а Бакетхэд, соответственно, напоминает Дарта Вейдера.
Кандидат с именем Лорд Бакетхэд баллотировался в парламент в трех Всеобщих выборах в Великобритании, и каждый раз его лицо было скрыто ведром, которое он носит на голове. Участие Бакетхэда в парламентских выборах не является чем-то из ряда вон выходящим, а считается каноничным примером британской традиции «необычных кандидатов» в политике. Лорда Бакетхэда сравнивают с «Официальной партией свихнувшихся бредящих монстров».

## Политическая программа
В манифесте Лорда Бакетхэда на выборах 2017 года было обещано «сильное, не совсем стабильное лидерство» (слоган Терезы Мэй: «сильное и стабильное лидерство»), в него вошли следующие обещания:
- Ядерное оружие: «Твердая публичная приверженность делу создания 100-миллиард фунтового обновления британской системы вооружений „Трайдент“, а затем твердое обязательство, не оглашаемое публично, не создавать его. Это секретные подводные лодки, поэтому никто никогда не узнает. Это беспроигрышный вариант»[4].
- Бесплатные велосипеды для всех, чтобы «бороться с ожирением, пробками на дорогах и кражей велосипедов»[4].
- Вместо обещания Терезы Мэй вернуть классические школы (англ. grammar school), Бакетхэд построит «гамма» школы (англ. «gamma» school, игра слов на сходстве grammar и gamma), которые будут действовать на трех принципах: «Первое, лучшее финансирование для учителей, чтобы привлечь способных выпускников. Второе, больше удобств для детей, особенно площадки для игр. Третье, если ребенок плохо себя ведет три раза, его выбрасывают в глубокий космос, а родителям дают прелестную корзинку с фруктами в виде утешения или для празднования, в зависимости от ребенка. Дисциплина играет ключевую роль»[4].
- Референдум о том, следует ли провести еще один референдум по Brexit[5].
- Легализовать охоту на охотников на лис[5].
- Национализация Адель[5].
- Изгнание Кэти Хопкинс[англ.] в Призрачную зону[англ.][5].